# Bobergsskolan

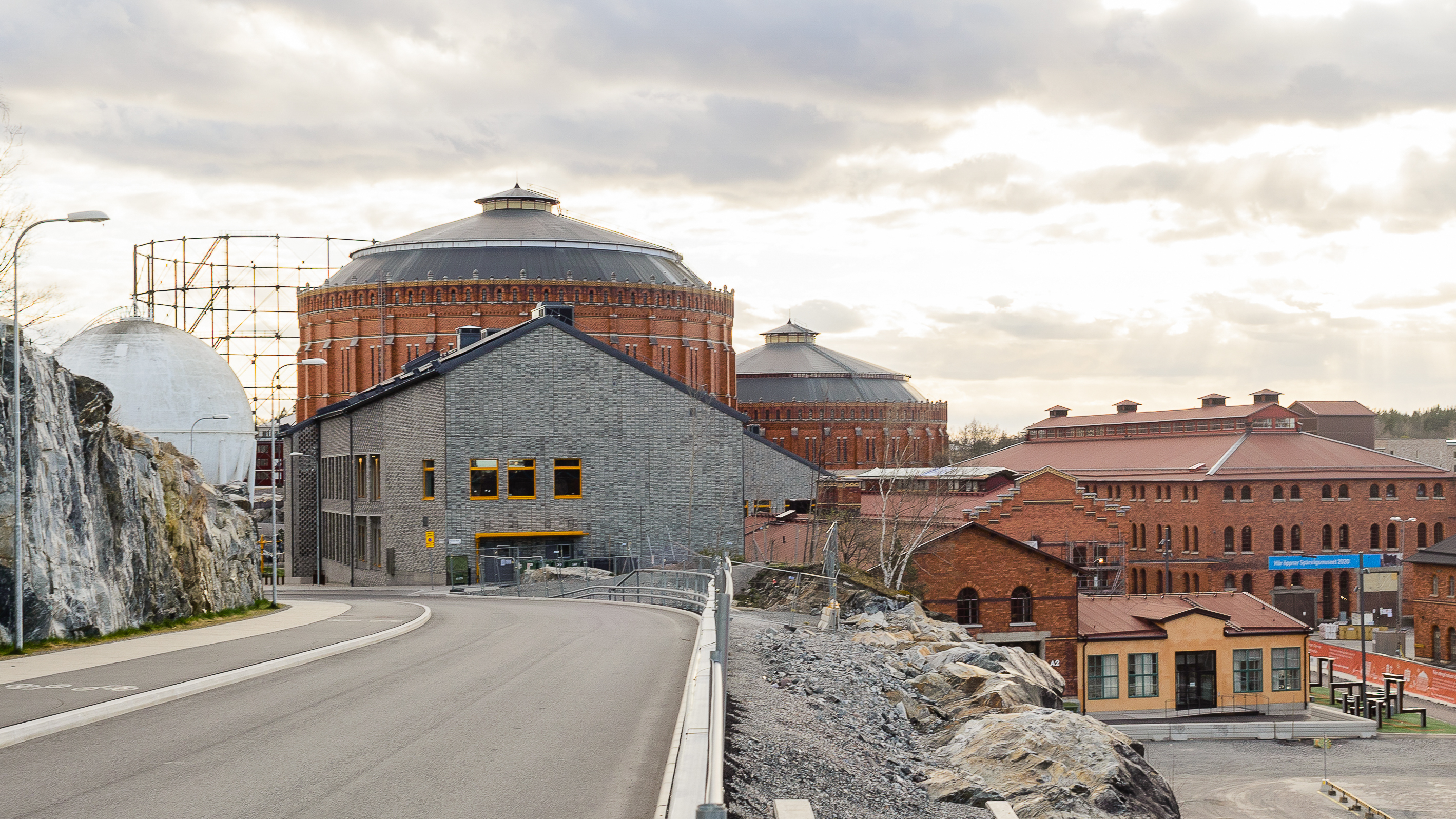
Skolan i april 2020 med Ferdinand Bobergs byggnader i Värtagasverket i bakgrunden. Till höger syns de äldre delarna av skolan.

Bobergsskolan är en kommunal grundskola i Norra Djurgårdsstaden som färdigställdes 2019. Skolan består av två nya byggnader som är ihopbyggda med flera äldre hus som tillhört Värtagasverket. Max arkitekter var ansvariga arkitekter och byggherre var det kommunala fastighetsbolaget SISAB. Skolan är döpt efter Ferdinand Boberg som var arkitekt för Värtagasverket.

## Arkitektur
Skolan är uppkallad efter arkitekt Ferdinand Boberg som ritade ett flertal av Värtagasverkets byggnader, bland annat de båda gasklockorna i rött tegel som reser sig intill skolhuset. Skolbyggnaden uppfördes i en slänt med 5,5 meter höjdskillnad. På den överste delen av tomten finns en skolgård och två nya huskroppar vars sockelvåningar är sammanhopbyggda med ett äldre verkstadshus från 1915, ritat av Hjalmar Westerlund, som finns på den nedre delen av tomten. Den befintliga verkstadsbyggnaden, som ska rymma del av skolan, består av en äldre del i tegel och en tillbyggnad i puts från 1940-talet. De nya byggnadsdelarna har fasad i kolbränt ingjutet, mönstersatt grått tegel och gula fönster.
Skolan ska inledningsvis vara öppen för en elever årskurs F-6 men är förbered för att ställas om till F-9-skola. Skolan kommer rymma 900 elever på drygt 8 850 m2, inklusive verksamhetsytor, kommunikationsytor och teknik.

## Nomineringar
Bobergsskolan nominerades till Årets Stockholmsbyggnad 2020. Juryns kommentar löd:
| ” | Ett fint användande av materialet tegel som ger många uttryck i en enkel, sammanhållen byggnad. Det visar på självförtroende att hålla volymen enkel och utforska materialet – på så sätt visas ett tydligt släktskap med kringliggande tegelbyggnader: här i en samtida tappning. | „ |

## Bilder

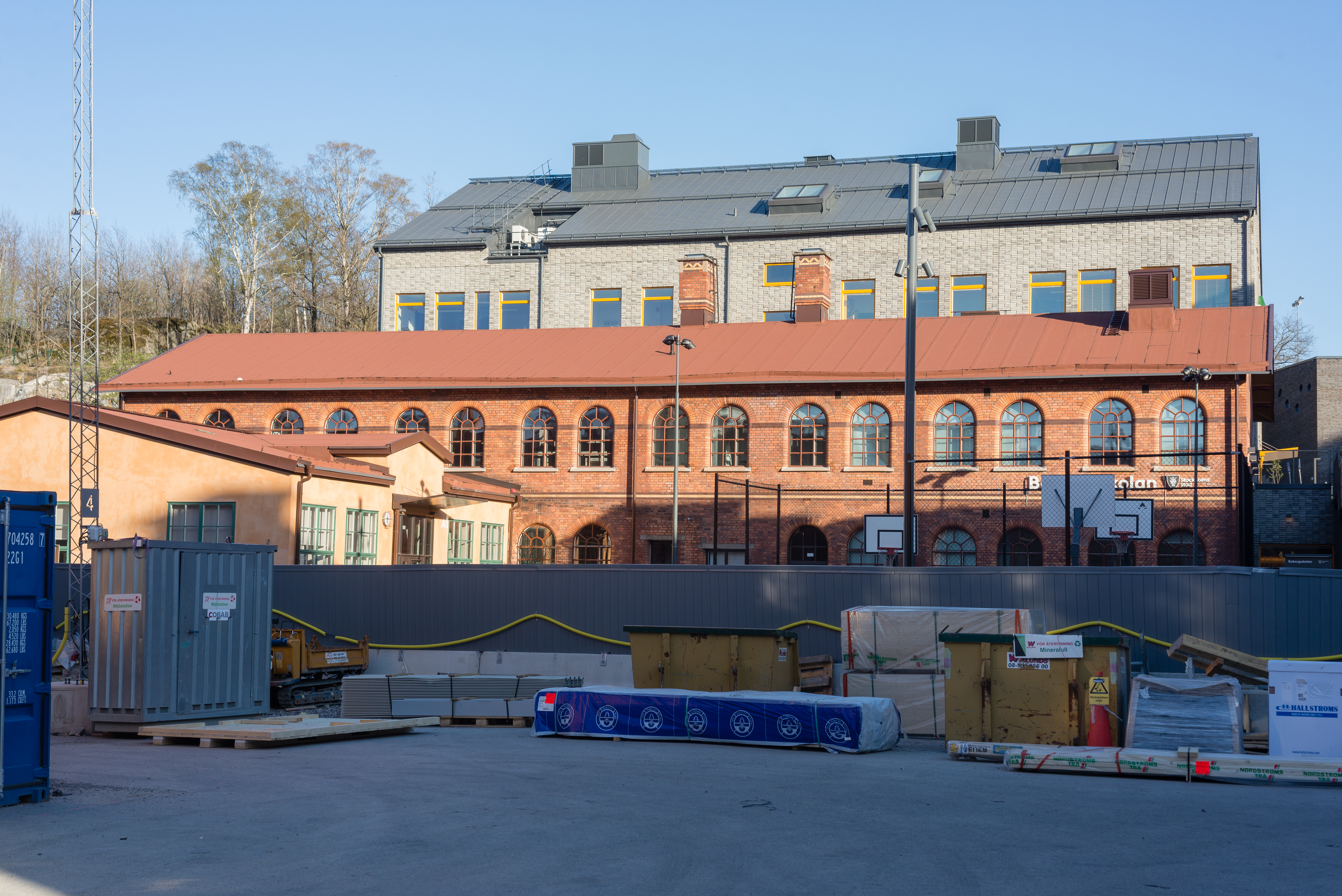
Skolan sedd från Gasverksområdet.
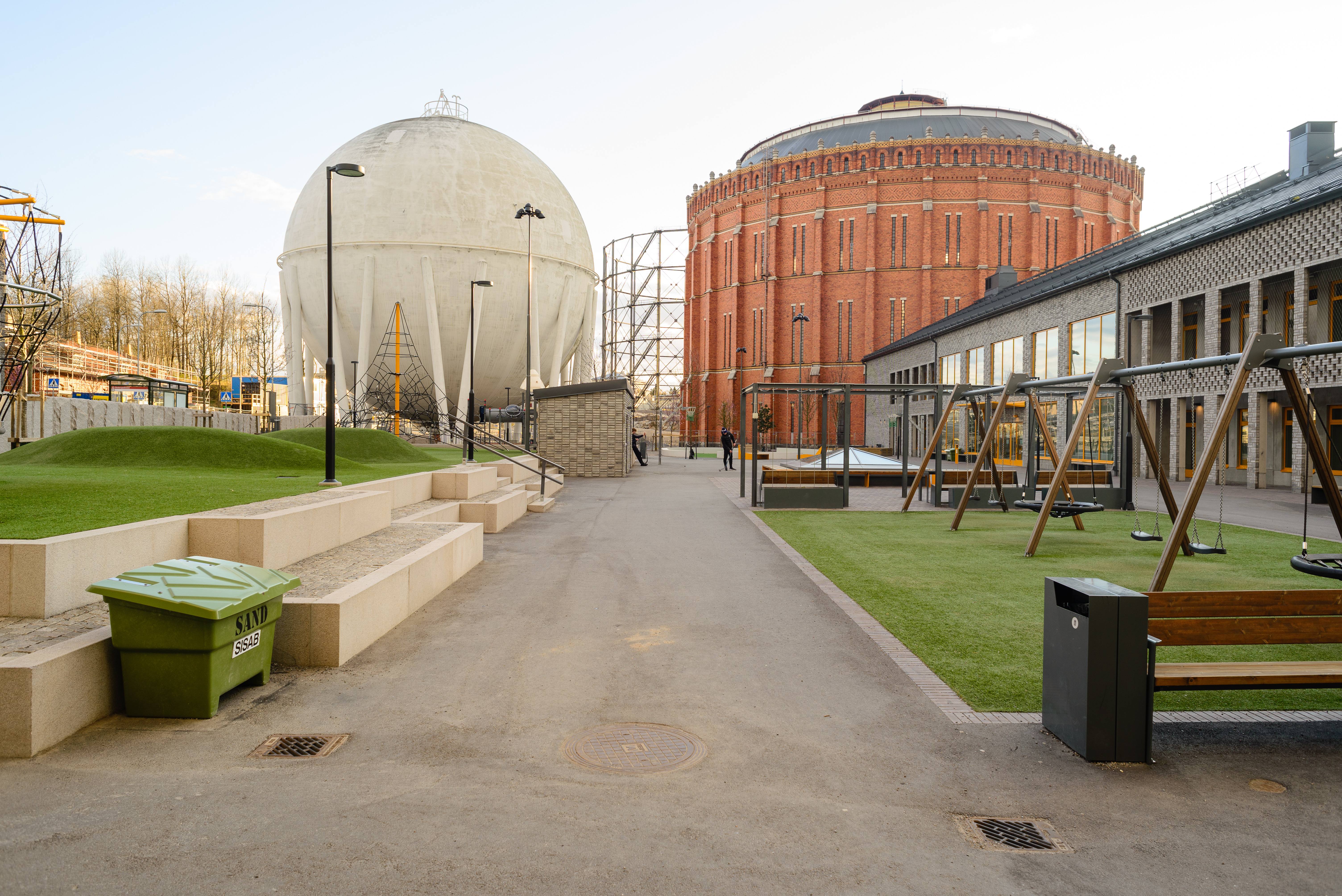
Den övre skolgården med två gasklockor i bakgrunden.
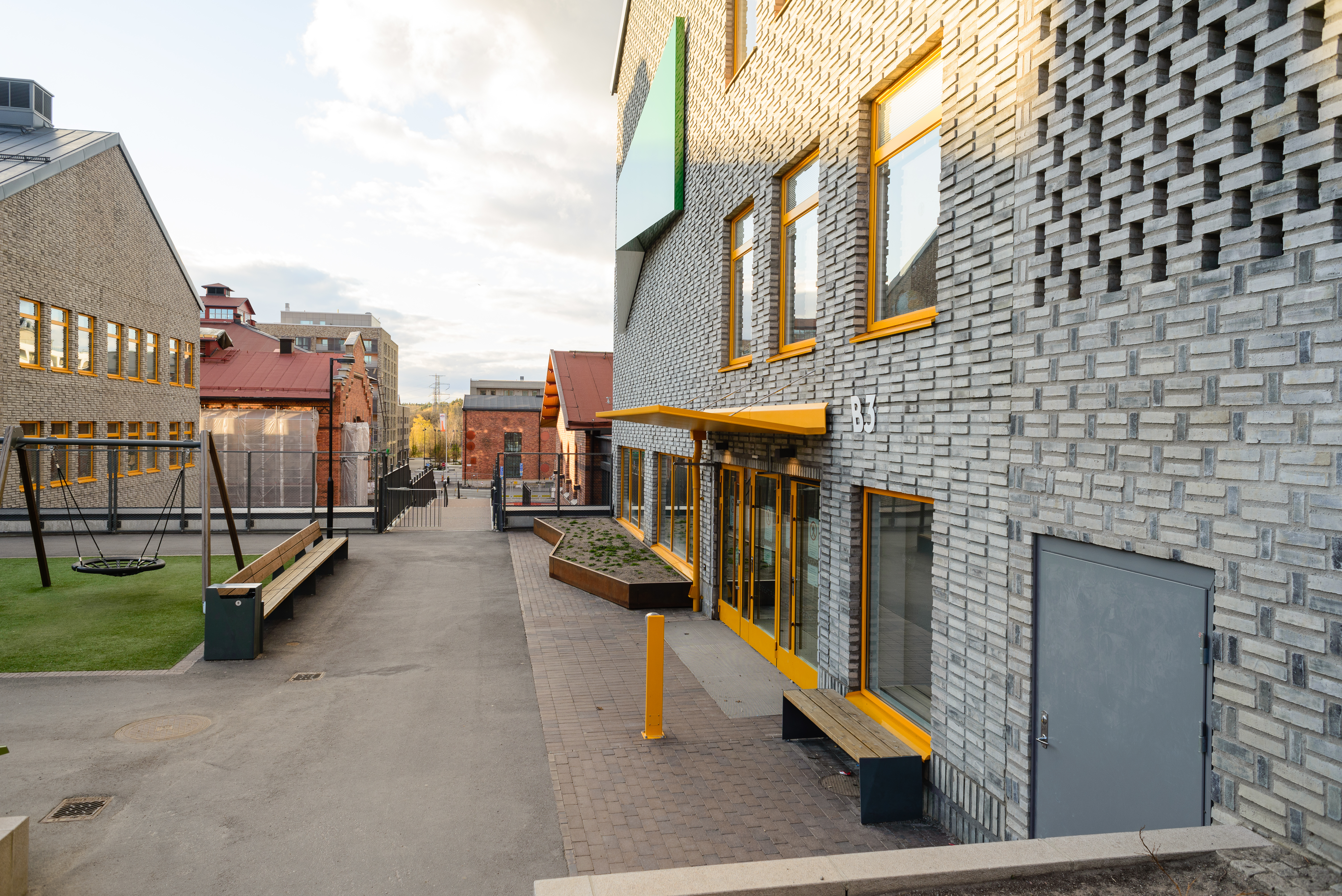
Ett offentlig gångstråk går genom skolområdet.
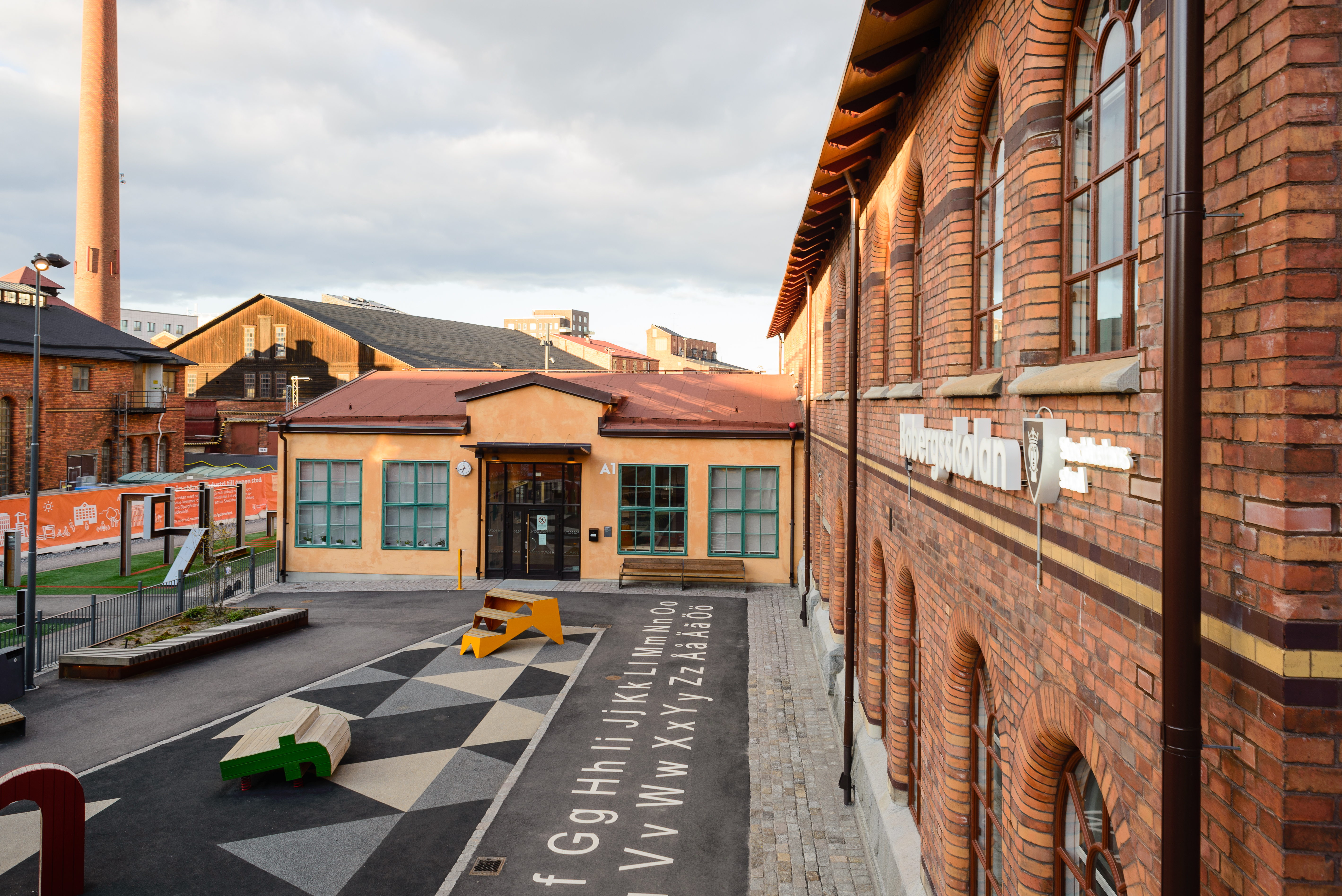
Den nedre skolgården omgivna av de äldre byggnaderna.